# イタリア戦闘者ファッシ
イタリア戦闘者ファッシ（イタリアせんとうしゃファッシ、イタリア語: Fasci italiani di combattimento、英語: Italian League of Combat）は、1919年にベニート・ムッソリーニが設立したイタリアのファッシ組織である。1921年にファシスト党に改組された。

## 概要
第一次世界大戦の終結後、ベニート・ムッソリーニはミラノの「ファッシ」を再構築して「イタリア戦闘者ファッシ」と改称した。1921年にこの組織はファシスト党に改組された。
ムッソリーニは、イタリア人が求めているものを段階的に提供し、複数の異なった政党のイデオロギーを結合していった。それはムッソリーニにとって手堅いものではなかった。彼は彼の政治的な人生を社会主義者として開始し、最終的にはイタリア社会党の機関紙「アヴァンティ」の編集者ともなったが、第一次世界大戦で参戦を主張して追放された。
そこで彼は「イタリア戦闘者ファッシ」と呼ばれる組織を結成したが、当初は多くの支持を得られなかった。「イタリア戦闘者ファッシ」は、ボリシェヴィキの阻止を目的に、イタリアのファッシ（連帯、団結）を提唱した。参加者の多くは第一次世界大戦に参戦した退役軍人で、彼らの多くは社会主義者、共和主義者、革命的サンディカリストだった。
1919年のガブリエーレ・ダンヌンツィオによる武装蜂起はムッソリーニに大きな影響を与えた。また後に「赤い2年間」と呼ばれた1919年から1920年の社会主義者によるストライキや占拠や暴動の波に対しては暴力的に対応した。

## 関連書籍
- 「原初的ファシズムの誕生:イタリア戦闘ファッシの結成」（藤岡寛己、御茶の水書房、2007年）